# Philibertia parviflora
Philibertia parviflora är en oleanderväxtart som först beskrevs av Gustaf Oskar Andersson Malme, och fick sitt nu gällande namn av Goyder. Philibertia parviflora ingår i släktet Philibertia och familjen oleanderväxter. Utöver nominatformen finns också underarten P. p. brevituba.